# Offshore-Windpark Egmond aan Zee
Egmond aan Zee ist ein in der Nordsee gelegener, niederländischer Offshore-Windpark in der Nähe der Stadt Egmond aan Zee. Es war der erste große Offshore-Windpark vor der niederländischen Küste und einer der ersten kommerziellen Offshore-Windparks der Welt.

## Allgemeines
Der Windpark liegt zwischen 10 und 18 Kilometer vor der Küste der Provinz Noord-Holland und nahm im Januar 2007 seinen Betrieb offiziell auf. Die Fläche des Windparks beträgt etwa 27 km², die Wassertiefe beträgt dort zwischen 15 und 18 Meter. Betrieben wird der Windpark von NoordzeeWind, das gemeinsam von den Energieunternehmen Vattenfall Nederland (vormals: Nuon) und Royal Dutch Shell gebildet wurde.
In der Nähe liegen der im Jahr 2008 in Betrieb genommene Offshore-Windpark Princess Amalia sowie der Offshore-Windpark Luchterduinen, dessen Betrieb im Jahr 2015 aufgenommen wurde.
Zum 29. März 2021 erwarb Shell alle Anteile von Vattenfall und ist damit zu 100 % Eigentümer von NoordzeeWind.

## Technik
Zum Einsatz kommen 36 Windkraftanlagen des Typs Vestas V90-3.0 mit einer Nennleistung von jeweils 3 MW, die über eine Nabenhöhe von 70 m sowie einen Rotordurchmesser von 90 m verfügen. Damit ergibt sich eine Gesamthöhe der Anlagen von ca. 115 m; die Gesamtleistung der Anlagen beträgt 108 MW. Als Gründungsstruktur werden Monopiles genutzt. Die Innerparkverkabelung wird mit einer Spannung von 34 kV betrieben.

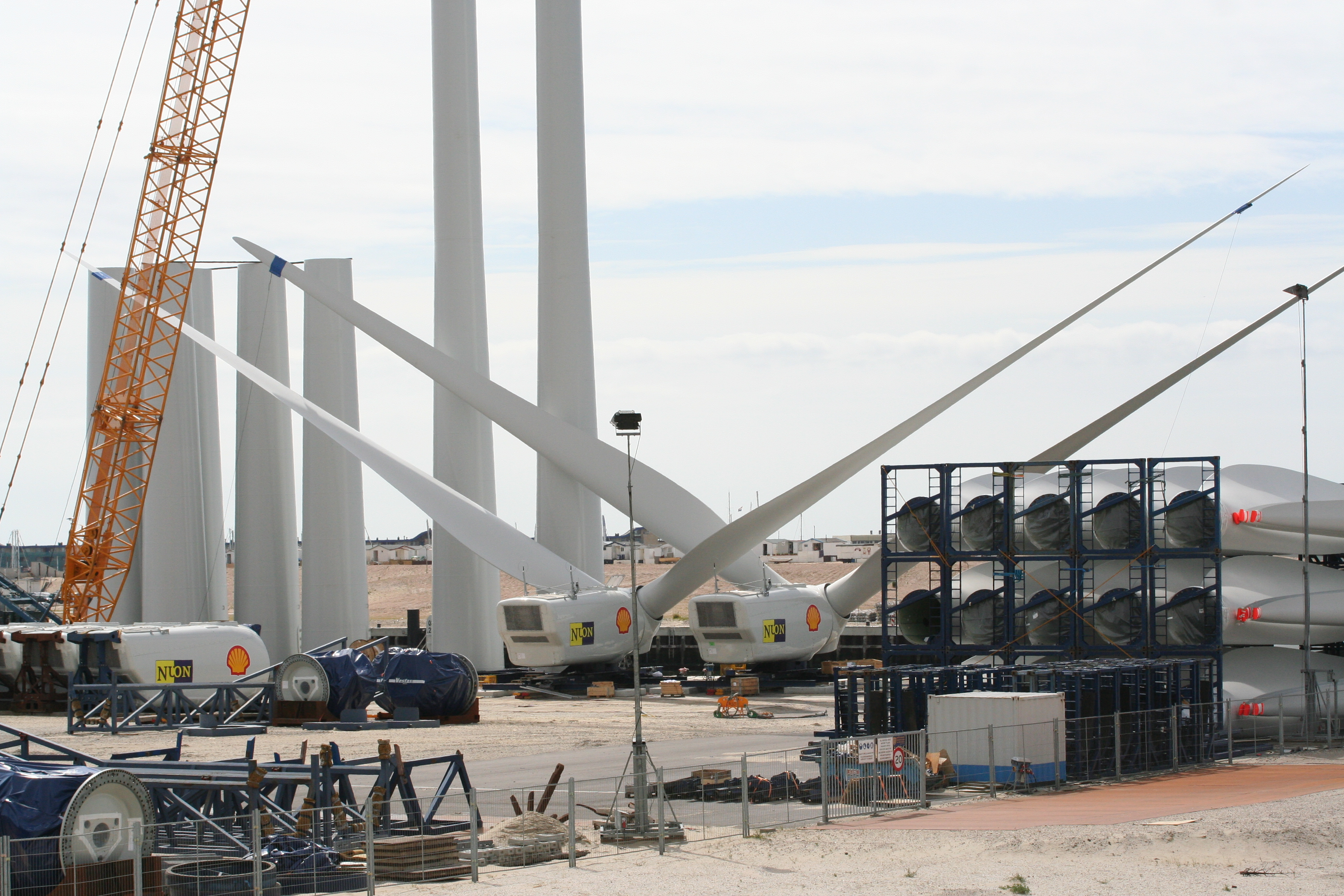
Komponenten der Windkraftanlagen an Land vor dem Aufbau
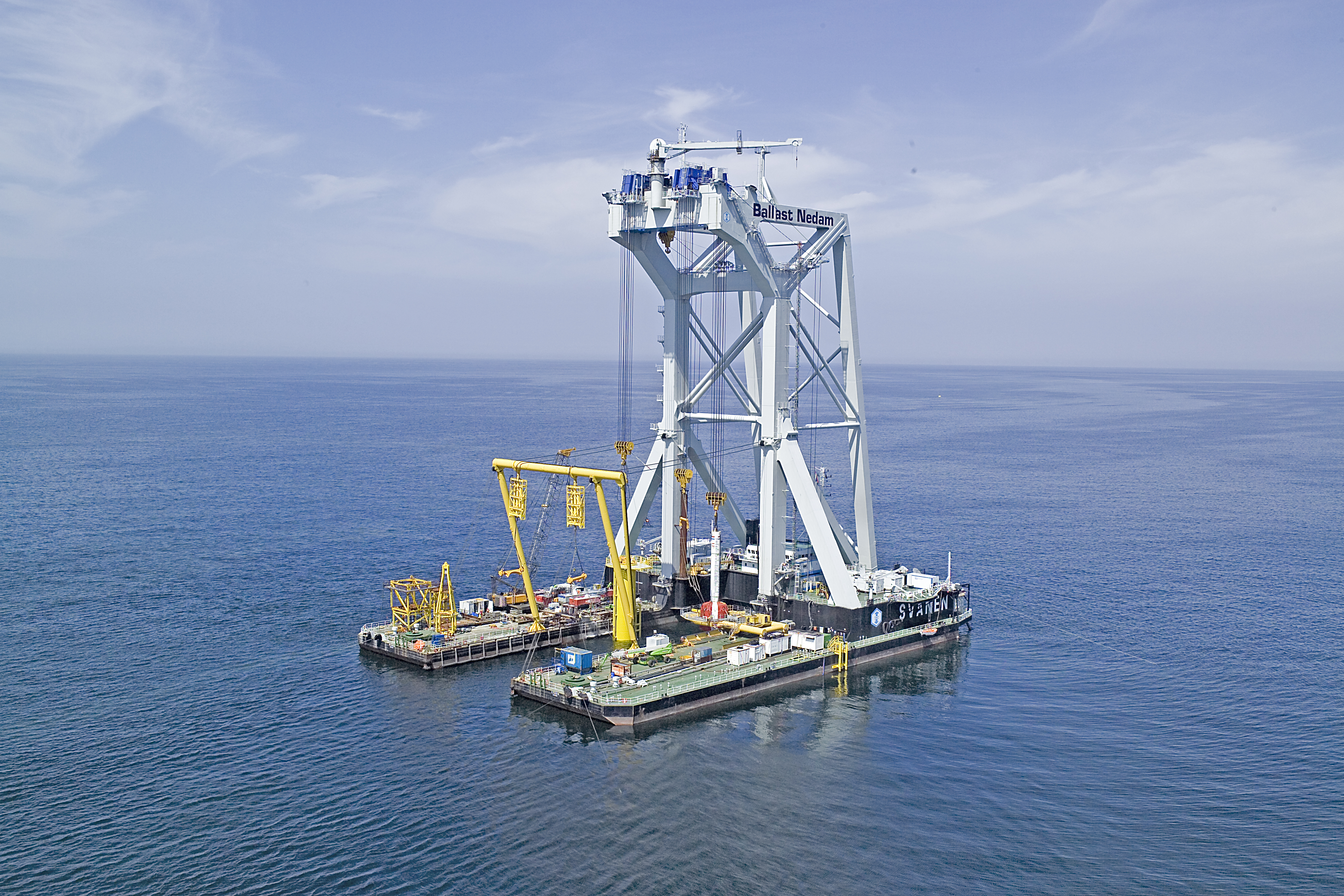
Der Schwimmkran Svanen 2006 im Offshore-Windpark Egmond aan Zee
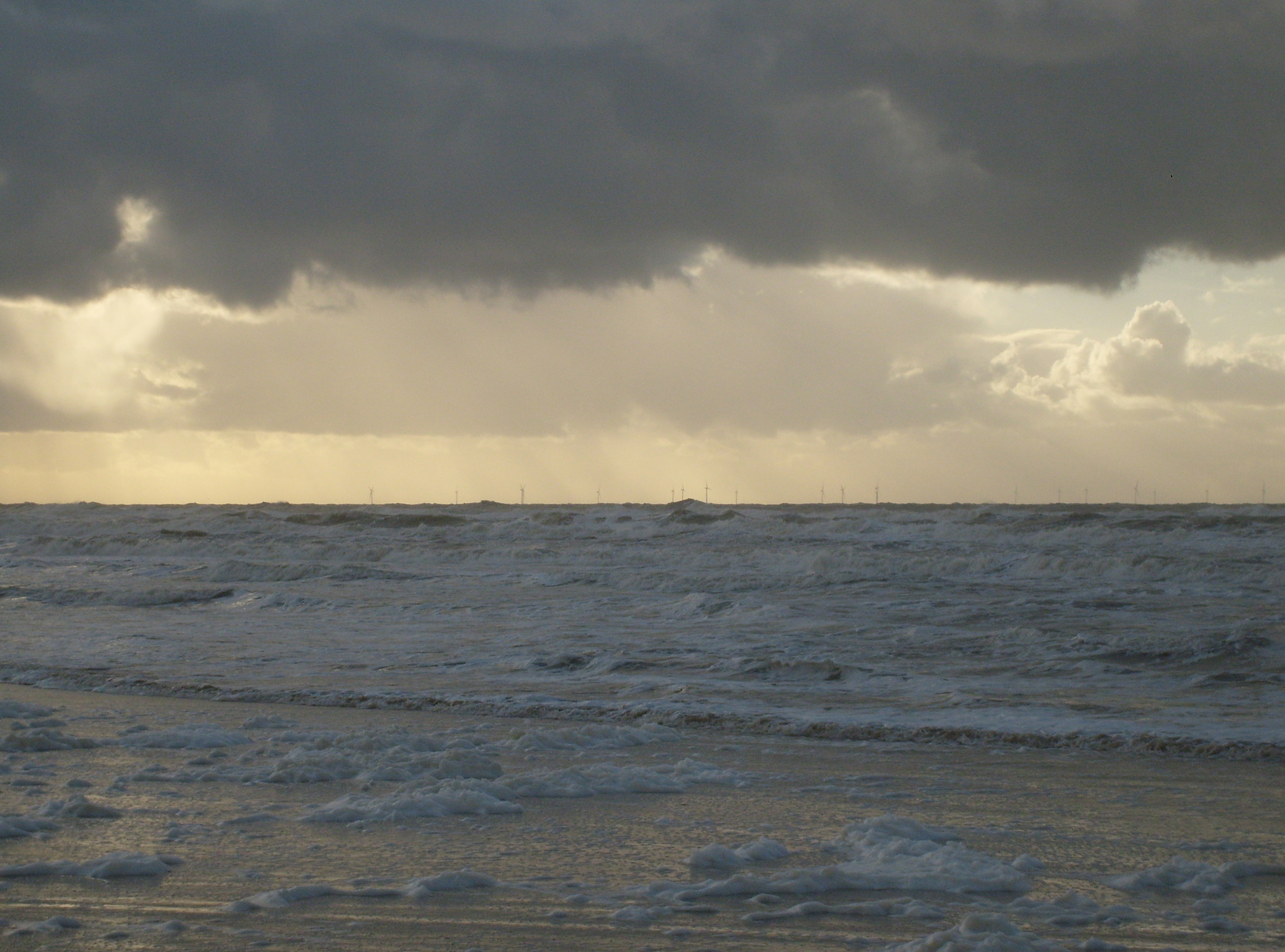
Der Offshore-Windpark Egmond aan Zee von der Küste betrachtet

## Betrieb
Zum Schutz von Zugvögeln sind die Windkraftanlagen im Mai 2023 für einige Stunden angehalten worden. Dies geschah auf Anordnung des niederländischen Ministeriums für Wirtschaft und Klimapolitik und kann in Zukunft häufiger erfolgen und auf andere Offshore-Windparks ausgeweitet werden.